# ماتيو تكاتشوك
ماتيو تكاتشوك (بالإنجليزية: Matthew Tkachuk)‏ (ولد في 11 ديسمبر 1997) هو لاعب هوكي جليد أمريكي يلعب حالياً مع كالغاري فليمز في دوري الهوكي الوطني.

## وصلات خارجية
- ماتيو تكاتشوك على موقع دوري الهوكي الوطني (الإنجليزية)
- ماتيو تكاتشوك على موقع EliteProspects.com (الإنجليزية)
- ماتيو تكاتشوك على موقع Eurohockey.com (الإنجليزية)
- ماتيو تكاتشوك على موقع HockeyDB.com (الإنجليزية)
- ماتيو تكاتشوك على موقع Hockey-Reference.com (الإنجليزية)